# Dichorisandra angustifolia
Dichorisandra angustifolia är en himmelsblomsväxtart som beskrevs av Lucien Linden och Émile Rodigas. Dichorisandra angustifolia ingår i släktet Dichorisandra och familjen himmelsblomsväxter.
Artens utbredningsområde är Ecuador. Inga underarter finns listade.